# Angola na Letnich Igrzyskach Olimpijskich 2024
Angola na Letnich Igrzyskach Olimpijskich 2024 - reprezentacja Angoli na Letnich Igrzyskach Olimpijskich 2024, odbywających się w dniach 26 lipca - 11 sierpnia w Paryżu. W zmaganiach wzięło udział 24 sportowców - 8 mężczyzn i 16 kobiet. Reprezentanci Angoli po raz 11. wzięli udział w letnich igrzyskach olimpijskich.

## Skład

### Judo
| Zawodnik       | Konkurencja  | 1/16             | 1/8              | Ćwierćfinał      | Półfinał         | Finał/BM         | Źródło |
| Zawodnik       | Konkurencja  | Przeciwnik Wynik | Przeciwnik Wynik | Przeciwnik Wynik | Przeciwnik Wynik | Przeciwnik Wynik | Źródło |
| -------------- | ------------ | ---------------- | ---------------- | ---------------- | ---------------- | ---------------- | ------ |
| Edmilson Pedro | do 66 kg (m) | Rahimov P 1:10   | NQ               | NQ               | NQ               | NQ               | [ 2 ]  |

### Kajakarstwo klasyczne

#### Kanadyjki
| Zawodnik                      | Konkurencja   | Eliminacje | Eliminacje | Ćwierćfinały | Ćwierćfinały | Półfinał | Półfinał | Finał B | Finał B | Źródło      |
| Zawodnik                      | Konkurencja   | Czas       | Poz.       | Czas         | Pozycja      | Czas     | Pozycja  | Czas    | Pozycja | Źródło      |
| ----------------------------- | ------------- | ---------- | ---------- | ------------ | ------------ | -------- | -------- | ------- | ------- | ----------- |
| Manuel António Benilson Sanda | C2 500 m (m)  | 1:51,53    | 6          | 1:46,0       | 4 FB         | NQ       | NQ       | 1:55,74 | 12.     | [ 3 ] [ 4 ] |
| Benilson Sanda                | C1 1000 m (m) | 4:11,40    | 5          | 4:12,73      | 5            | NQ       | NQ       | NQ      | NQ      | [ 4 ]       |

### Lekkoatletyka
| Zawodnik      | Konkurencja       | Preeliminacje | Preeliminacje | Eliminacje | Eliminacje | Półfinał | Półfinał | Finał | Finał   | Źródło |
| Zawodnik      | Konkurencja       | Czas          | Pozycja       | Czas       | Pozycja    | Czas     | Pozycja  | Czas  | Pozycja | Źródło |
| ------------- | ----------------- | ------------- | ------------- | ---------- | ---------- | -------- | -------- | ----- | ------- | ------ |
| Marcos Santos | bieg na 100 m (m) | 10,31         | 2 Q           | 10,40      | 7          | NQ       | NQ       | NQ    | NQ      | [ 5 ]  |

### Piłka ręczna
| Drużyna | Konkurencja    | Faza grupowa     | Faza grupowa      | Faza grupowa     | Faza grupowa     | Faza grupowa     | Pozycja | Ćwierćfinał      | Półfinał         | Finał/3. miejsce | Pozycja | Źródło |
| Drużyna | Konkurencja    | Przeciwnik Wynik | Przeciwnik Wynik  | Przeciwnik Wynik | Przeciwnik Wynik | Przeciwnik Wynik | Pozycja | Przeciwnik Wynik | Przeciwnik Wynik | Przeciwnik Wynik | Pozycja | Źródło |
| ------- | -------------- | ---------------- | ----------------- | ---------------- | ---------------- | ---------------- | ------- | ---------------- | ---------------- | ---------------- | ------- | ------ |
| Angola  | turniej kobiet | Holandia P 34:31 | Hiszpania W 26:21 | Węgry R 31:31    | Francja P 24:38  | Brazylia P 19:30 | 5.      | NQ               | NQ               | NQ               | 9.      | [ 6 ]  |

| Lp. | Zawodniczka       | Klub                         |
| --- | ----------------- | ---------------------------- |
| 1.  | Marta Alberto     | CD Primeiro de Agosto        |
| 2.  | Teresa Almeida    | Atletico Petroleos de Luanda |
| 3.  | Azenaide Carlos   | CSM Corona Braszów           |
| 4.  | Natalia Fonseca   | Atletico Petroleos de Luanda |
| 5.  | Chelcia Gabriel   | Atletico Petroleos de Luanda |
| 6.  | Albertina Kassoma | Rapid Bukareszt              |
| 7.  | Juliana Machado   | CD Primeiro de Agosto        |
| 8.  | Liliane Mario     | CD Primeiro de Agosto        |
| 9.  | Vilma Nenganga    | Atletico Petroleos de Luanda |
| 10. | Stelvia Pascoal   | Saint-Amand Handball         |
| 11. | Eliane Paulo      | CD Primeiro de Agosto        |
| 12. | Helena Paulo      | CD Primeiro de Agosto        |
| 13. | Marilia Quizelete | Atletico Petroleos de Luanda |
| 14. | Dolores Rosario   | CD Primeiro de Agosto        |
| 15. | Natalia Santos    | CD Primeiro de Agosto        |

### Pływanie
| Zawodnik             | Konkurencja                 | Eliminacje | Eliminacje | Półfinał | Półfinał | Finał | Finał   | Źródło       |
| Zawodnik             | Konkurencja                 | Czas       | Pozycja    | Czas     | Pozycja  | Czas  | Pozycja | Źródło       |
| -------------------- | --------------------------- | ---------- | ---------- | -------- | -------- | ----- | ------- | ------------ |
| Lia Lima             | 200 m stylem motylkowym (k) | 2:22,19    | 19.        | NQ       | NQ       | NQ    | NQ      | [ 7 ] [ 8 ]  |
| Henrique Mascarenhas | 100 m stylem dowolnym (m)   | 52,52 s    | 64.        | NQ       | NQ       | NQ    | NQ      | [ 9 ] [ 10 ] |

### Wioślarstwo
| Zawodnik     | Konkurencja      | Eliminacje | Eliminacje | Repasaże | Repasaże | Półfinał E/F | Półfinał E/F | Finał F | Finał F | Miejsce | Źródło |
| Zawodnik     | Konkurencja      | Czas       | Poz.       | Czas     | Poz.     | Czas         | Poz.         | Czas    | Poz.    | Miejsce | Źródło |
| ------------ | ---------------- | ---------- | ---------- | -------- | -------- | ------------ | ------------ | ------- | ------- | ------- | ------ |
| Andre Matias | jedynka mężczyzn | 7:52,78    | 6.         | 8:01,98  | 5.       | 8:01,63      | 4.           | 7:30,43 | 2.      | 32.     | [ 11 ] |

### Żeglarstwo
| Zawodnik                       | Konkurencja | Wyścig | Wyścig | Wyścig | Wyścig | Wyścig | Wyścig | Wyścig | Wyścig | Wyścig | Wyścig | Wyścig | Punkty | Finałowa pozycja | Źródło |
| Zawodnik                       | Konkurencja | 1.     | 2.     | 3.     | 4.     | 5.     | 6.     | 7.     | 8.     | 9.     | 10.    | M      | Punkty | Finałowa pozycja | Źródło |
| ------------------------------ | ----------- | ------ | ------ | ------ | ------ | ------ | ------ | ------ | ------ | ------ | ------ | ------ | ------ | ---------------- | ------ |
| Filipe Andre                   | ILCA 7      | 41     | 42     | 23     | 12     | 40     | 40     | 30     | 41     | -      | NQ     | 227    | 39     | [ 12 ]           |        |
| Matias Montinho, Manuela Paulo | 470         | 16     | 18     | {20}}  | 20     | 19     | 18     | 17     | 18     | -      | NQ     | 126    | 19     | [ 13 ] [ 14 ]    |        |